# Marsz głodowy 30 lipca 1981 w Łodzi

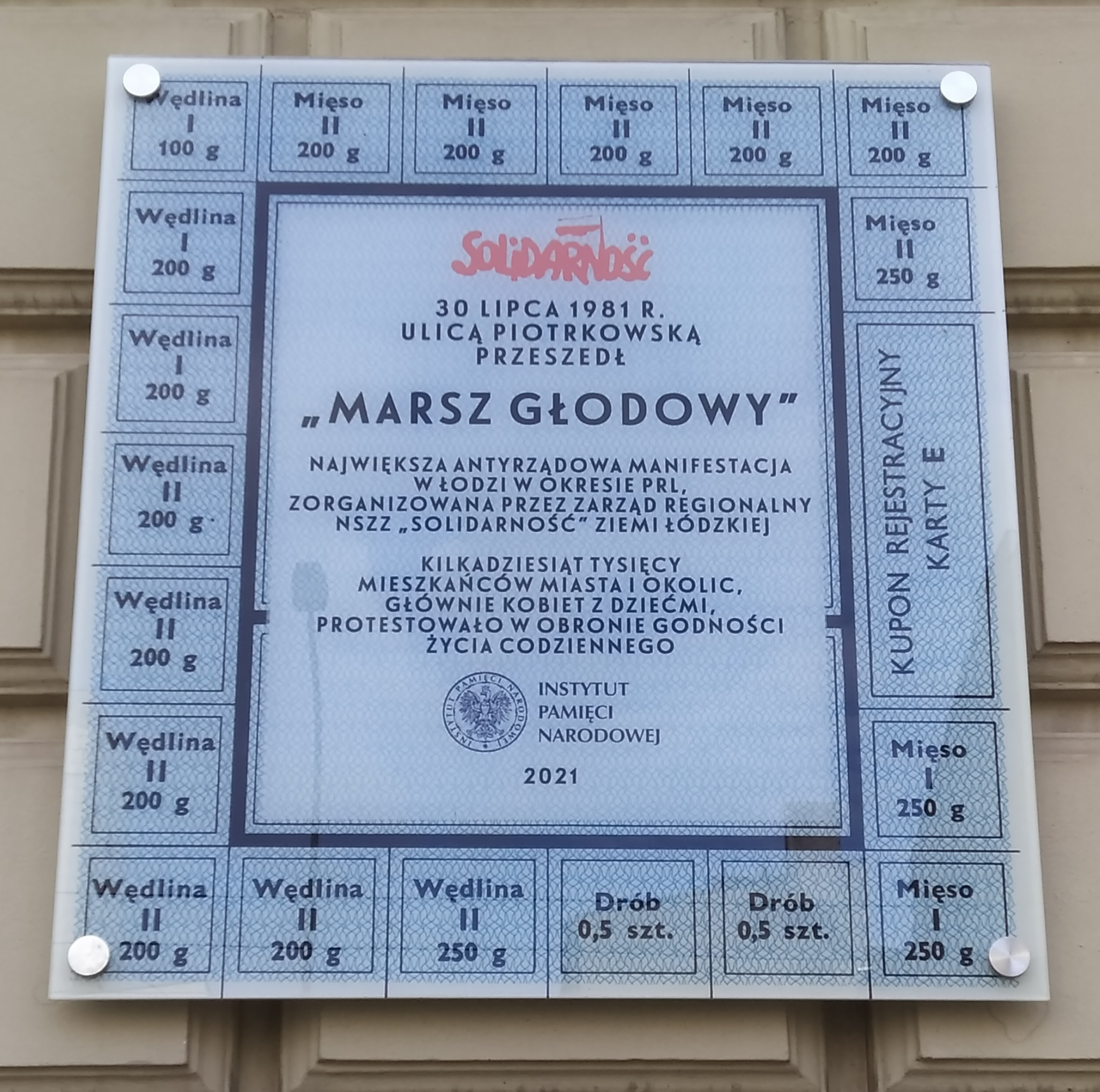
Tablica pamiątkowa poświęcona Marszowi głodowemu na budynku przy ul. Piotrkowskiej 258/260

Marsz głodowy 30 lipca 1981 w Łodzi – największy z serii marszów głodowych, protestów społecznych, które miały miejsca latem 1981. Odbył się 30 lipca 1981 na ulicy Piotrkowskiej w Łodzi. Według różnych szacunków wzięło w nim udział od 20 do 100 tysięcy osób i okazał się największym masowym protestem w Polsce po sierpniu 1980.

## Geneza

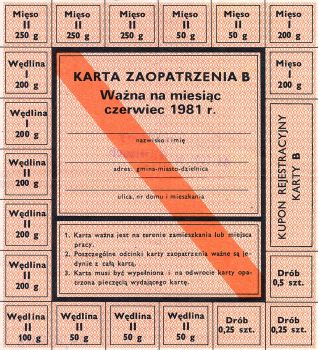
Kartka na mięso z 1981 roku

28 lutego 1981 Rada Ministrów ogłosiła uchwałę w sprawie reglamentacji mięsa i jego przetworów. Sprzedaż mięsa „na kartki” weszła w życie 1 kwietnia 1981. Od maja 1981 r. wprowadzono także reglamentację przetworów mięsnych, masła, mąki, przetworów zbożowych i ryżu, zaś w czerwcu także mleka dla niemowląt. Posiadanie kartki jednak nie gwarantowało zakupu towaru, często trzeba było stać w długich kolejkach.
Słabe zaopatrzenie sklepów, w połączeniu z decyzją rządu z 23 lipca, zmniejszającą kartkowe przydziały mięsa z jednoczesną podwyżką cen żywności, spowodowały pod koniec lipca 1981 zorganizowanie w całym kraju tzw. marszów głodowych, koordynowanych przez związkowców z NSZZ „Solidarność”. Pierwsze takie marsze odbyły się 25 lipca 1981 w Kutnie i Łodzi z udziałem kilku tysięcy osób. W następnych dniach podobne marsze zorganizowano w kolejnych miastach Polski.

## Przebieg
15 lipca 1981 na Walnym Zgromadzeniu Delegatów Ziemi Łódzkiej NSZZ „Solidarność” podjęto uchwałę o zorganizowaniu kilkudniowego protestu w związku z dramatycznym zaopatrzeniem sklepów. Termin akcji skonkretyzowano 23 lipca, kiedy to Zarząd Regionu podjął decyzję o wszczęciu akcji w dniach 27–30 lipca. W okresie tym wstrzymano się od strajków, by nie dawać rządzącym pretekstu do zrzucenia winy za braki na rynku na przerwy w pracy. Pomysłodawczynią i liderką marszu była Janina Kończak, przewodnicząca zespołu zajmującego się sprawami socjalno–bytowymi w ZR Ziemi Łódzkiej. 27 lipca Zarząd wydał komunikat, w którym zwracał się do władz o rozwiązanie problemów zaopatrzeniowych, w tym m.in.: wyciągnięcia konsekwencji wobec odpowiedzialnych za problemy, usprawnienia reglamentacji, cofnięcia decyzji o obniżeniu przydziałów mięsa i wędlin. Każdego dnia akcji organizowano przejazdy wzdłuż ulicy Piotrkowskiej 130 pojazdów MPK, PKS i „Transbudu”, na których przymocowano transparenty z napisami, m.in.: „Głód doktryną socjalizmu”, „Naszym dzieciom jeść”, „Rząd rządzi, partia kieruje, naród głoduje”, „Stój Polaku, stój w kolejce aż ci z bólu pęknie serce”, „Głodni wszystkich krajów łączcie się”, „Jeśli chcecie obronić swoje dupy – dajcie mięsa, chleba, zupy”. Pojazdy z włączonymi światłami i sygnałami dźwiękowymi każdorazowo zatrzymywały się przed Urzędem Miasta, zaś z głośników zachęcano łódzkie kobiety pracy do przyjścia na marsz 30 lipca.
30 lipca o godz. 14:00 mieszkańcy zaczęli się gromadzić na Placu Katedralnym. Do zgromadzonych przemówili biskup Józef Rozwadowski oraz przewodniczący ZR Ziemi Łódzkiej Andrzej Słowik. Przemarsz wyruszył ok. godz. 15:50 ulicą Piotrkowską w stronę Placu Wolności. Maszerowały w nim głównie kobiety z dziećmi, co wg organizatorów miało podkreślić dramatyzm sytuacji oraz zminimalizować prawdopodobieństwo prowokacji ze strony służb. Protestujący nieśli transparenty z napisami, m.in.: „Nie dzielić Polski, dzielić chleb”, „Czy głodne dzieci to cel socjalizmu”, „Dzieci – przyszłość narodu – umrą z głodu”, „35 lat partyjnej władzy. Jesteśmy głodni, będziemy nadzy”, „Partia Lenina cytuje, a naród głoduje”. Przed siedzibą władz miasta głos zabrali Andrzej Słowik i Janina Kończak, która odczytała postulaty adresowane do władz. Odśpiewano hymn, Rotę i Boże, coś Polskę. Marsz zakończył się na Placu Wolności przemówieniami związkowców.
Marsz był legalny, władze wydały zgodę na przemarsz ul. Piotrkowską, nie godząc się na przejście równoległą Aleją Kościuszki, gdzie mieścił się miejski komitet PZPR, a aprobatę wyraziła nawet prorządowa organizacja Front Jedności Narodu. Przemarsz zabezpieczały związkowe służby porządkowe, nie doszło do interwencji MO. Oprócz łodzian w marszu wzięły udział delegacje robotników z Aleksandrowa Łódzkiego, Bełchatowa, Brzezin, Głowna i Łasku. Przebieg protestu relacjonowało 99 dziennikarzy, w tym ze Stanów Zjednoczonych, RFN i Francji.

## Upamiętnienie
W 40 rocznicę marszu, w lipcu 2021 na budynku dawnej siedziby Zarządu Regionalnego NSZZ „Solidarność” przy ul. Piotrkowskiej 258/260 odsłonięto tablicę pamiątkową poświęconą marszowi, ufundowaną przez łódzki oddział Instytutu Pamięci Narodowej.